# 룩셈부르크 대공세자 기욤
기욤 장 조제프 마리(Guillaume Jean Joseph Marie, 1981년 11월 11일 ~ )는 룩셈부르크 대공국의 대공세자로 앙리 대공의 장남이다. 그는 현재 룩셈부르크의 대공위 계승 순위 1위이다.

## 생애
1981년 11월 1일에 룩셈부르크시티에 위치한 샤를로트 여대공 산부인과 병원에서 앙리 대공과 쿠바 출신 대공비인 마리아 테레사의 아들로 태어났다. 룩셈부르크의 로베르 슈만 고등학교, 스위스 콜레주 알팽 앵테르나시오날 보 솔레유, 르 로제를 거쳐 영국 샌드허스트 왕립육군사관학교에 입학했다. 그 뒤 프랑스 앙제 대학교에서 문학, 정치학을 전공하고 2009년에 졸업했다.
2000년에 자신의 아버지였던 앙리가 룩셈부르크의 대공으로 즉위하면서 룩셈부르크 대공위의 법정추정상속인이 되었다. 그 뒤 2001년 3월에 룩셈부르크 경제발전위원회 명예 의장을 역임했고 2005년 6월 24일부터 룩셈부르크의 정부 자문 기관인 국가평의회 위원을 역임했다. 2005년에는 미국 뉴욕에 위치한 유엔 본부에서 열린 밀레니엄 회의에 참석했다. 또한 2012년에는 벨기에 브뤼셀에 위치한 유럽 연합 집행위원회, 유럽 연합 주재 룩셈부르크 정부 상주대표부에서 근무했다.
2000년부터 2011년까지 룩셈부르크의 장애인을 위한 자선 조직인 크라이츠베르크 재단의 의장을 역임했고 2011년에 명예 의장이 되었다. 2012년 4월 26일에는 벨기에 출신 귀족인 스테파니 드 라누아와 약혼했고 같은 해 10월 20일에 룩셈부르크 노트르담 대성당에서 결혼식을 거행했다. 기욤과 스테파니 사이에는 2020년에 태어난 샤를 공자, 2023년에 태어난 프랑수아 공자가 있다.
앙리 대공은 룩셈부르크 대공의 공식 생일인 2024년 6월 23일에 공개된 공식 성명을 내고 오는 2024년 10월에 자신의 아들인 기욤 대공세자를 섭정으로 임명할 계획이라고 밝혔는데 이는 앙리 대공이 미래에 퇴위할 것임을 알리는 신호였다. 기욤은 2024년 10월 8일을 기해 룩셈부르크의 섭정이 되었다. 앙리 대공은 2024년 12월 24일에 공개된 크리스마스 메시지를 통해 자신이 2025년 10월 3일을 기해 퇴위하고 기욤에게 대공위를 물려줄 것이라고 밝혔다. 이에 따라 2025년 10월 3일에 기욤 5세(Guillaume V)로 즉위할 예정이다.